# Heavy Horses
Heavy Horses ist das elfte Studioalbum der Progressive-Rock-Band Jethro Tull.

## Besetzung
Jethro Tull spielte das Album mit Ian Anderson, Martin Barre, John Evan, Barriemore Barlow, John Glascock und David Palmer ein. Auf Acres Wild und dem Titelsong wirkte Darryl Way als Violinist von der Gruppe Curved Air mit. Die Texte und Kompositionen stammen, wie bei Jethro Tull üblich, von Ian Anderson, der das Album auch produzierte. Zusatzmaterial steuerten Martin Barre und David Palmer bei. Als Tontechniker war Robin Black verantwortlich.
Es ist das letzte Studioalbum von Jethro Tull, an dem John Glascock an allen Songs mitwirkte. Aufgrund seiner Herzerkrankung konnte er die Heavy Horses Tour nicht vollständig bestreiten. Er starb am 17. November 1979 in London.

## Geschichte
Die Band nahm das Album im Januar 1978 auf. Aufnahmeort war das Maison Rouge Studio in Fulham, London. Das Album wurde 1978 veröffentlicht. 2003 erschien eine remastered CD mit den Songs der LP-Version und zwei Bonustiteln. Im Mix von Rover fehlen auf der überarbeiteten CD im Unterschied zur Originalversion die Streicher.
Im März 2018 erschien die 40th Anniversary Edition als Set von drei CDs und zwei DVDs. Darunter sind die Originalstücke, neu abgemischt von Steven Wilson und Jakko Jakszyk.

## Album
Heavy Horses gilt nach Songs from the Wood als zweites von drei Alben der Folkrock-Phase der Band. Wie sein Vorgängeralbum enthält es aber auch Progressive-Rock-Elemente, jedoch beziehen sich die Texte nicht auf keltische Mythen, sondern auf Situationen der Gegenwart oder jüngeren Vergangenheit.

### LP-Version
… And the Mouse Police Never Sleeps handelt von einer Katze. Das Lied ist relativ schnell und rockig und endet mit dem Sprechgesang zweier Stimmen sowie einem abschließenden Husten. 
Acres Wild ist ein Liebeslied. Nicht nur in der Natur, sondern auch an wenig attraktiven Orten in der Stadt lädt Anderson eine Frau zu sexuellen Handlungen ein. Der Ort des Geschehens ist – verschlüsselt dargestellt – die schottische Insel Skye.
No Lullaby („Kein Wiegenlied“) ist ein längeres Stück, in dem akustische, langsam vorgetragene Passagen mit schnelleren und rockigeren Abschnitten kontrastieren. 
Moths handelt von Motten, die in eine Kerze fliegen. Den Sänger erinnert die Frau, die sich gerade auszieht, daran, dass auch Menschen sterblich sind. Die Instrumentierung ist überwiegend akustisch, wird aber zunehmend rockiger. 
Journeyman beschreibt Geschäftsleute im Zug auf der nächtlichen Rückfahrt von der Arbeit. Das Lied ist in einem durchgehenden Rhythmus gehalten, der an einen fahrenden Zug erinnert.
Rover besingt eine Frau, der mitgeteilt wird, dass sie bald verlassen wird, da er ein Rover sei, ein Herumziehender. 
One Brown Mouse basiert auf dem 1786 verfassten Gedicht Ode to a Mouse von Robert Burns und besteht aus der Ansprache des Sängers an eine braune Maus.
Heavy Horses, der Titelsong, ist ein langes, sentimentales Loblied auf Pferde, die in der Landwirtschaft als Zugtiere eingesetzt werden. 
Weathercock besingt in poetischer Sprache einen Wetterhahn. Das Lied ist folkig arrangiert, wird aber am Ende rockiger.

### Bonustitel
Living in These Hard Times war bereits 1988 auf dem Album 20 Years of Jethro Tull unter der Rubrik Flawed Gems and Other Sides of Tull (etwa: „Fehlerhafte Edelsteine und andere Seiten von Tull“) veröffentlicht worden. Es behandelt in ironischer Form die Klagen über die „schlechten Zeiten“. Broadford Bazaar ist ein eher rockiges Stück über den Ort Broadford auf Skye, das 1993 auf der Kompilations-CD Nightcap erschienen war.

## Cover
Die Vorderseite zeigt Ian Anderson in ländlicher Kleidung mit Hut. Er hält links und rechts je ein braunes Pferd am Zügel und schaut auf den Boden. Der Schriftzug des Bandnamens ist in Großbuchstaben. Im unteren linken Bildrand steht in goldener Druckschrift folgender Vierzeiler aus dem Titelsong:
Bring me a wheel of oaken wood,

A rein of polished leather,

A Heavy Horse and a tumbling sky,

Brewing heavy weather.

## Titelliste

### Seite A
1. …And the Mouse Police Never Sleeps (3:09)
2. Acres Wild (3:21)
3. No Lullaby (7:52)
4. Moths (3:22)
5. Journeyman (3:54)

### Seite B
1. Rover (4:11)
2. One Brown Mouse (3:19)
3. Heavy Horses (8:56)
4. Weathercock (4:01)

### Extratitel
Die überarbeitete CD enthält zusätzlich diese zwei Titel:
1. Living in These Hard Times (3:10)
2. Broadford Bazaar (3:38)

## Rezeption

### Chartplatzierungen
Das Album erreichte Platz 20 in Großbritannien und Platz 19 in den USA. Die Single Moths platzierte sich nicht in den Billboard Hot 100. Bei Allmusic erhielt das Album vier von fünf möglichen Punkten.
| ChartsChartplatzierungen       | Höchstplatzierung | Wochen |
| ------------------------------ | ----------------- | ------ |
| Deutschland (GfK)              | 4 (16 Wo.)        | 16     |
| Österreich (Ö3)                | 18 (17 Wo.)       | 17     |
| Schweiz (IFPI)                 | 30 (1 Wo.)        | 1      |
| Vereinigte Staaten (Billboard) | 19 (17 Wo.)       | 17     |
| Vereinigtes Königreich (OCC)   | 20 (11 Wo.)       | 11     |

### Auszeichnungen für Musikverkäufe
| Land/Region                  | Auszeichnungen für Musikverkäufe (Land/Region, Auszeichnung, Verkäufe) | Verkäufe |
| ---------------------------- | ---------------------------------------------------------------------- | -------- |
| Kanada (MC)                  | Gold                                                                   | 50.000   |
| Vereinigte Staaten (RIAA)    | Gold                                                                   | 500.000  |
| Vereinigtes Königreich (BPI) | Silber                                                                 | 60.000   |
| Insgesamt                    | 1× Silber · 2× Gold ·                                                  | 610.000  |